# 爱德华·文纳霍尔姆
爱德华·文纳霍尔姆（瑞典語：Edward Wennerholm，1890年1月22日—1943年3月13日），生于斯德哥尔摩，瑞典男子体操运动员。他曾获得1912年夏季奥运会体操比赛男子团体瑞典式金牌。他于1943年在斯德哥尔摩去世。